# Алу (вулкан)
Алу — вулкан в области Афар Эфиопии.
Вулкан Алу является застывшим вулканическим разломом эллипсоидной формы, который идёт к северо-западу от вулкана Далафила. Наивысшая точка — 429 метров. Расположен к югу от озера Бакили.
Сложен преимущественно застывшими базальтовыми лавовыми потоками, которые идут в сторону озера Бакили. В 2008 году вблизи разлома была вулканическая активность, которая была следствием деятельности вулкана Далафила. Вблизи Алу время от времени возникает фумарольная активность.